# Bruno Lüthi (Physiker)
Bruno Lüthi (* 6. Oktober 1931 in Weinfelden, Kanton Thurgau; † 29. April 2023 in Zürich) war ein Schweizer Professor für Experimentalphysik an der Johann Wolfgang Goethe-Universität Frankfurt am Main, der sich mit Festkörperphysik beschäftigte. 

## Werdegang
Lüthi erwarb 1950 an der Kantonsschule in Frauenfeld die Maturität. Im Anschluss studierte er Physik an der ETH Zürich und erhielt 1955 sein Diplom. Danach war er wissenschaftlicher Mitarbeiter am Institut für kalorische Apparate und Kältetechnik an der ETH Zürich und wurde 1959 bei Peter Grassmann und Jørgen Lykke Olsen (1923–2006) mit der Arbeit Widerstandsänderung von Metallen in hohen Magnetfeldern promoviert. Die beiden folgenden Jahre 1960/61 verbrachte er als Post-Doktorand an der University of Chicago. Von 1961 bis 1966 war er am IBM Zurich Research Laboratory in Rüschlikon in der Schweiz. Von 1966 bis 1976 war er Professor an der Rutgers University und danach von 1977 bis zu seiner Emeritierung 2000 Professor an der Johann Wolfgang Goethe-Universität in Frankfurt am Main.
1993 war er Robert-Wichard-Pohl-Preisträger.
Am 29. April 2023 verstarb Bruno Lüthi im Alter von 91 Jahren.

## Schriften
- Widerstandsänderung von Metallen in hohen Magnetfeldern. Promotionsarbeit (Prom. Nr. 2987). In: ETH Zürich (Hrsg.): Research Collection. 1960, doi:10.3929/ethz-a-000104606 (ethz.ch [PDF]).
- Physical Acoustics in the Solid State. Springer, Berlin 2005, ISBN 3-540-22910-8 (Springer Series in Solid-State Sciences. 148).